# Domon Williams
Domon Williams (* 6. Februar 1996) ist ein guyanischer Leichtathlet, der im Weit- und Dreisprung an den Start geht.

## Sportliche Laufbahn
Erste internationale Erfahrungen sammelte Domon Williams im Jahr 2023, als er bei den Zentralamerika- und Karibikspielen (CAC) in San Salvador mit einer Weite von 16,04 m den sechsten Platz im Dreisprung belegte.
In den Jahren 2019, 2021 und 2022 wurde Williams guyanischer Meister im Dreisprung sowie 2019 auch im Weitsprung.

## Persönliche Bestleistungen
- Weitsprung: 7,67 m (+1,8 m/s), 29. August 2020 in Kingston
- Dreisprung: 16,44 m (0,0 m/s), 24. Juni 2022 in Leonora